# Anna Vasilievna Kuznetsova
Anna Vasilievna Kuznetsova, född 1844, död 1922, var en rysk ballerina. Hon var engagerad vid S:t Petersburgs kejserliga trupp mellan 1855 och 1876. Hon är även känd för sitt förhållande med storfursten Konstantin Nikolajevitj av Ryssland mellan 1868 och 1889, ett förhållande som orsakade skandal eftersom det ägde rum öppet.